# George Melly

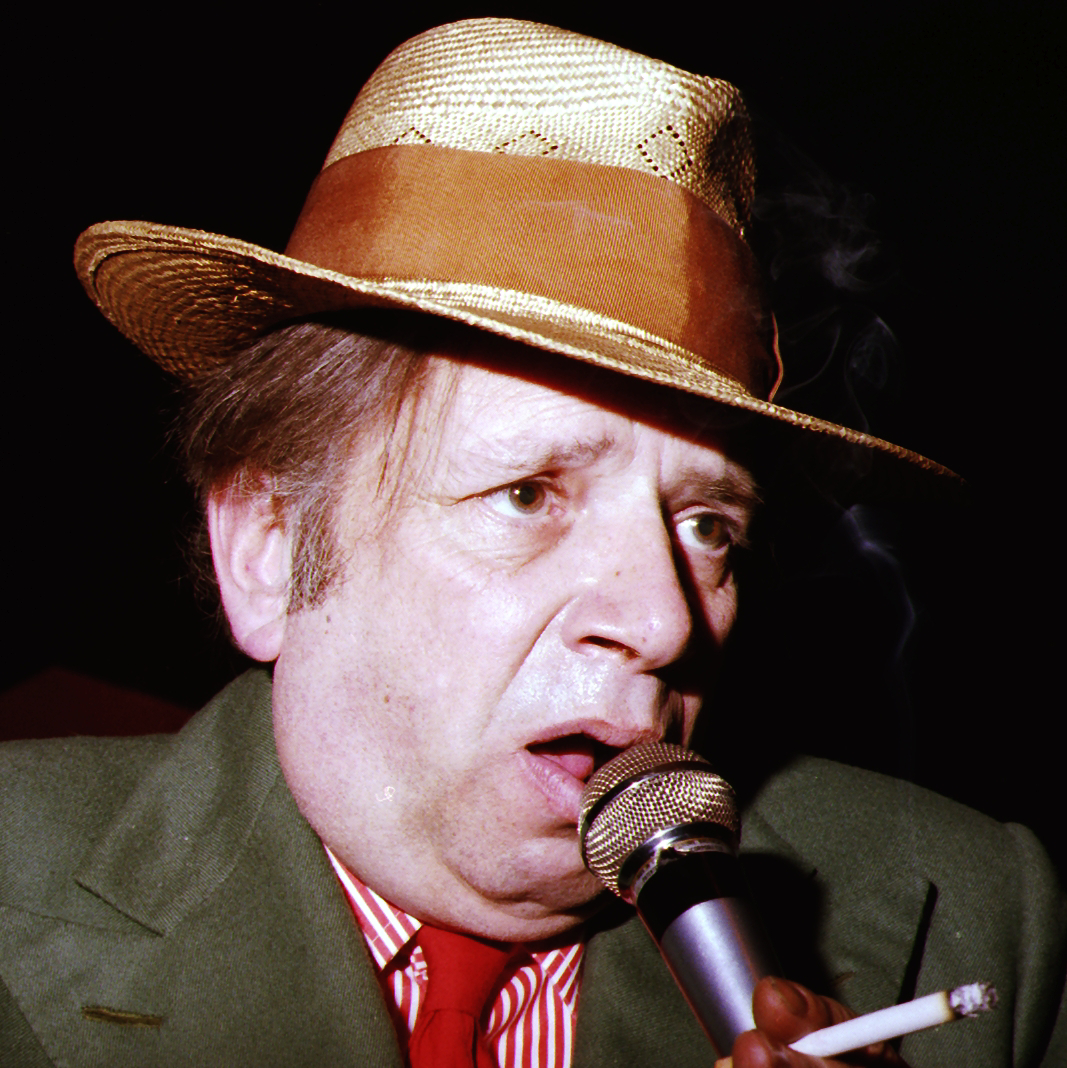
George Melly (1978)

Alan George Heywood Melly (* 17. August 1926 in Liverpool; † 5. Juli 2007 in London) war ein britischer Autor und Jazz-Sänger.

## Leben und Wirken
Von 1965 bis 1973 war George Melly Fernseh- und Filmkritiker für The Observer. Er hielt ferner Lesungen über Kunstgeschichte mit einem Schwerpunkt auf dem Surrealismus. Später schrieb er eine Kolumne – Mellymobile – für die satirische Zeitschrift Punch.
Als Sänger war Melly im Vortrag von klassischen Bluessängern wie Bessie Smith beeinflusst. Während der Zeit des Trad-Jazz-Revivals (in den 1950er Jahren) arbeitete er mit Mick Mulligans Magnolia Jazz Band (mit dem Posaunisten Frank Parr). Er war zudem Sänger der Liverpooler Merseysippi Jazz Band. In den frühen 1970er Jahren sang er bei John Chiltons Feetwarmers und später auch mit der Band von Digby Fairweather. 1978 nahm er mit The Stranglers den eigens für ihn geschriebenen Titel Old Codger auf.
Georg Melly besaß eine große Sammlung von Gemälden des Surrealisten René Magritte. Er trug auch zu der Fernsehserie 1000 Meisterwerke bei: Er verfasste Beiträge zu Gemälden von Max Ernst und René Magritte. Diese Texte wurden auch in den Begleitbüchern der Serie abgedruckt, werden sporadisch auf 3sat, ZDFkultur und Planet wiederholt und sind heute auf den DVD-Veröffentlichungen verfügbar (siehe 1000 Meisterwerke#Literatur).
Melly starb im Alter von 80 Jahren an Lungenkrebs. Er hinterlässt seine Ehefrau Diana und drei Kinder.

## Bibliografie
- Revolt Into Style, Pop Arts in Britain (1971)
- Rum, Bum and Concertina (Autobiographie über seine Zeit in der Marine) (1977)
- Owning Up (Autobiographie über das Trad Jazz Revival) (1978)
- A Tribe of One: Great Naive and Primitive Painters of the British Isles (1981)
- Great Lovers (1981)
- Scouse Mouse (Autobiographie – Kindheit) (1984)
- It's All Writ Out for You: Life and Work of Scottie Wilson (1986)
- Paris and the Surrealists (1991)
- Don't Tell Sybil: Intimate Memoir of E.L.T. Mesens (1997)
- Hooked! Fishing Memories (2000)
- Slowing Down (Memoiren) (2005)
- Take A Girl Like Me (Biographie seiner Frau, Diana Melly) (2005)

## Diskografische Hinweise
- Goodtime George (Spectrum, 1951–73)
- Nuts/ (Warner, 1972)
- Son of Nuts (Warner, 1973)
- It's George (1974)
- The Ultimate Melly (Candid, 2005) mit Digby Fairweather